# Xiepu
Das chinesische Buch Xiepu (chinesisch 蟹譜 / 蟹谱, Pinyin xièpǔ – „Krabben-Handbuch“) wurde von Fu Gong im Jahr 1060 der Song-Dynastie verfasst. Es umfasst zwei Bände (juan) und ist in drei Abschnitte unterteilt.
Der Verfasser stammt aus einem Ort, der heute zu Shaoxing, Provinz Zhejiang, gehört. Es ist eine der berühmtesten chinesischen Krabben-Monographien und eine wichtige Quelle zur Geschichte der chinesischen Ess- und Trinkkultur.

## Inhalt
Insgesamt sind darin 66 auf die Krabbe bezogene Geschichten, Lebensmittel und Dichtungen enthalten. Es liefert Angaben zu Kocharten und Zubereitungsmethoden und ist somit eine wichtige Quelle für die Geschichte der chinesischen Ess- und Trinkkultur der Song-Zeit.

## Beispiel: „Handgewaschene Krabben“
„Die Menschen im Norden zerteilen die Krabben grausam lebendig. Sie werden mit Sichuan-Pfeffer und Orangen(schalen) gewaschen, dann kann man sie essen. Dies wird „Handgewaschene Krabben“ (Xǐshǒuxiè 洗手蟹) genannt.“
Shinoda Osamu merkt dazu an, dass man heute in Peking für das Entfernen des Krabbengeruchs keinen Sichuan-Pfeffer und keine Orangen(schale) mehr verwende, sondern Chrysanthementee.

## Rezeptvergleich mit dem songzeitlichen Dongjing meng Hua lu
„Lebendige Chinesische Wollhandkrabben werden sauber gewaschen und sie werden in Salz, Reiswein (jiu), Ingwer, getrockneten Orangenschalen (chengpi) und Blütenpfeffer eingelegt.“

## Alte Drucke
Das Werk ist unter anderem in den alten Bücherreihen Baichuan xuehai, Shanju zazhi, Shuofu, Siku quanshu und Umfassende Sammlung von Congshu enthalten.

## Fortsetzung
Unter dem Titel Fortsetzung zum Krabben-Handbuch (chinesisch 續蟹譜 / 续蟹谱, Pinyin Xùxièpǔ – „Fortsetzung zum Krabben-Handbuch“) ist in der Qing-Zeit eine einbändige Fortsetzung zu diesem Werk erschienen. Ihr Verfasser ist Chu Renmu. – Anzumerken ist noch, dass mit Xiepu auch ein Buch-Abschnitt mit Krabbenrezepten gemeint sein kann.